# Chilenisch-venezolanische Beziehungen
Die chilenisch-venezolanischen Beziehungen beziehen sich auf die bilateralen diplomatischen Beziehungen zwischen der Republik Chile und der Bolivarischen Republik Venezuela. Beide Länder sind Mitglieder mehrerer internationaler Organisationen, einschließlich der Gemeinschaft Lateinamerikanischer und Karibischer Staaten, der Gruppe der 77, der Lateinamerikanischen Integrationsvereinigung, der Organisation Amerikanischer Staaten, der Organisation Iberoamerikanischer Staaten und der Vereinten Nationen.